# Eteroflessibilità
L'eteroflessibilità è una forma di orientamento sessuale o comportamento sessuale situazionale caratterizzato da una attività omosessuale minima nel contesto di un orientamento prevalentemente eterosessuale, che può essere o meno distinto dalla bisessualità. È stato definito come "termine bifobico". Sebbene a volte venga equiparato alla bi-curiosità per descrivere un ampio continuum di orientamento sessuale tra eterosessualità e bisessualità, altri autori distinguono l'eteroflessibilità come priva del "desiderio di sperimentare... la sessualità" implicito nell'etichetta bi-curiosa. È stata anche descritta la corrispondente situazione in cui predomina l'attività omosessuale, denominata omoflessibilità.

## Statistiche
Indagini nazionali negli Stati Uniti e in Canada mostrano che dal 3 al 4% degli adolescenti maschi, quando viene data la possibilità di selezionare un termine che meglio descriva i propri sentimenti, desideri e comportamenti sessuali, optano per "prevalentemente eterosessuale". Se "100% eterosessuale" è risultata la più suffragata identità presunta, "per lo più eterosessuale" è stato la seconda etichetta più scelta per l'autoidentificazione. Dei 160 uomini intervistati per uno studio nel 2008 e 2009, quasi uno su otto ha riferito di attrazione, fantasie e cotte per lo stesso sesso. La maggior parte ha provato questi sentimenti fin dalla scuola superiore; pochi altri li hanno sviluppati in tempi successivi. In un campione nazionale di giovani uomini la cui età media era di 22 anni, la percentuale di "per lo più etero" è aumentata quando la stessa indagine è stata realizzata sei anni dopo. Una percentuale ancora più alta di uomini giovani adulti diplomati negli Stati Uniti e in alcuni altri paesi (tra cui Nuova Zelanda e Norvegia) ha operato la stessa scelta.
Un articolo di revisione analitica che esamina le esperienze e i significati degli incontri sessuali tra persone dello stesso sesso tra uomini e donne che si identificano come eterosessuali ha scoperto che una gran parte degli incontri tra persone dello stesso sesso si verificano tra coloro che si identificano come eterosessuali. La prevalenza della sessualità omosessuale tra uomini e donne che si identificano eterosessuali non è universale. Il 13,6% delle donne e il 4,6% degli uomini hanno riferito di essere attratti da membri dello stesso sesso, mentre il 12,6% delle donne e il 2,8% degli uomini hanno avuto a un certo punto un rapporto omosessuale. I risultati del National Survey of Family Growth del periodo 2011-2015 hanno rivelato un'altra visione di quanto l'attrazione e il comportamento dello stesso sesso possano essere spiegati dall'identificazione eterosessuale delle persone. Hanno scoperto che il 61,9% delle donne e il 59% degli uomini che segnalava attrazione per lo stesso sesso, identificava se stesso come eterosessuale. Allo stesso modo, il 65,2% delle donne e il 43,4% degli uomini che hanno avuto rapporti omosessuali si identificavano come eterosessuali.

## Ricerche
Fino al 2010, la maggior parte degli studi sull'eteroflessibilità si è concentrata su giovani donne e uomini, in particolare donne caucasiche provenienti dal contesto universitario. La ricerca suggerisce l'influenza dell'esposizione prenatale agli androgeni nello sviluppo dell'eteroflessibilità femminile in un continuum con la bisessualità e il lesbismo. Altre ricerche hanno studiato l'origine sociale del comportamento, per esempio la rappresentazione mediatica della bisessualità o la "socializzazione della fantasia del maschio intruso" in cui un uomo è invitato a partecipare come terzo partner in una relazione saffica.
A differenza della cosiddetta "bisessualità fino alla laurea" (bisexual until graduation) o simili etichette dispregiative, l'eteroflessibilità ha una tipica connotazione positiva, ed è spesso un'etichetta auto-applicata, sebbene sia stato attestato l'uso del termine come insulto nella cultura pop (pop-culture slur).
Gli scienziati sociali Hoy e London hanno sottolineato come alcuni uomini che hanno rapporti sessuali occasionali con altri uomini si identificano comunque come eterosessuali. Questi ritengono che il sesso occasionale con gli uomini sia il risultato dell'indisponibilità di partner femminili, o che la loro attrazione per lo stesso sesso sia abbastanza rara da non influenzare la propria identità. Essi affermano che mentre si sentono attratti romanticamente, fisicamente ed emotivamente dalle donne, la loro attrazione per gli uomini è puramente sessuale, priva di qualsiasi connotazione emotiva. Una strategia di gestione eteroflessibile per questi uomini è interpretare le loro pratiche sessuali con le donne come più importanti dei loro incontri sessuali con gli uomini. Possono anche considerarsi maschili, mentre associano un'identità attratta dallo stesso sesso con la femminilità. Alcuni degli uomini e delle donne che sperimentano incontri sessuali con lo stesso sesso mentre si identificano come eterosessuali lo fanno per evitare le conseguenze sociali negative che derivano dall'identificarsi come membri della comunità LGBT.